# 伯克斯維爾站 (伊利諾伊州)
伯克斯維爾站（英語：Burksville Station）是位於美國伊利諾伊州門羅縣的一個非建制地區。該地的面積和人口皆未知。

## 地理
伯克斯維爾站的座標為38°16′05″N 90°07′06″W / 38.26806°N 90.11833°W，而該地的平均海拔高度為203米（即666英尺）。